# تیتیکت (ماساچوست)
تیتیکت (به انگلیسی: Teaticket) یک منطقهٔ مسکونی در ایالات متحده آمریکا است که در شهرستان برنستبل، ماساچوست واقع شده‌است. تیتیکت ۳٫۵ کیلومتر مربع مساحت و ۱٬۶۹۲ نفر جمعیت دارد و ۸ متر بالاتر از سطح دریا واقع شده‌است.